# تک‌پایه مادگی
تک‌پایه مادگی (به انگلیسی: Gynomonoecy) به عنوان وجود گل‌های ماده و نرماده در همان فرد از یک گونه گیاهی تعریف می‌شود. در کاسنیان رایج است، اما درک ضعیفی از آن وجود دارد.
این یک سیستم جنسی تک‌شکلی در کنار تک‌پایه جنسی، تک‌پایه نری و سه جنسی تک‌پایه است.